# Károly Goldmark
Károly Goldmark, Karl o Carl (Keszthely, 18 de maig de 1830 - Viena, 2 de gener de 1915), va ser un compositor i violinista hongarès.
Va néixer i viure a cavall de dues divisions: la geogràfica de l'Imperi Austrohongarès, i la musical del Romanticisme del segle xix fins a la primera part del segle xx. Va ser un compositor de renom internacional i molt respectat en el seu temps. Descendent de jueus, durant l'Holocaust va ser etiquetat com a degenerat pels nazis. Des de llavors va caure quasi completament en l'oblit.

## Biografia
Nascut en una família nombrosa de més d'una vintena de fills, el seu pare d'origen jueu exercia la professió de cantor en la comunitat jueva i d'ajudant del notari. Els modestos recursos del pare d'una família nombrosa li van privar d'una educació consistent. No obstant això, la seva primera instrucció en violí la va rebre d'un membre del cor local el 1841 a Deutschkreutz, on la seva família s'havia establert el 1834. A partir de 1842 va continuar els estudis a l'escola de la Societat Musical de la ciutat propera de Sopron, on també va destacar per la seva capacitat com a violinista.
Dos anys més tard el seu pare el va enviar a estudiar a Viena amb Leopold Jansa, però va haver de renunciar per motius econòmics. Amb el temps, Josef, el seu germà gran, que era metge a l'hospital de Viena, li va pagar el lloguer. Aquest suport financer li va permetre, a partir de 1847, estudiar a l'Escola Superior Tècnica de Viena i violí i teoria musical al Conservatori de Viena amb Gottfried von Preyer i violí amb Joseph Böhm. El 1848, Josef era membre del partit radical d'esquerra al Reichstag. En el tumult de la Revolució va haver de fugir als Estats Units (1850), ja que va ser declarat culpable de l'assassinat del ministre de la Guerra Latour i condemnat a mort, però va ser absolt el 1870.
Els trastorns polítics de 1848, gairebé van acabar amb la carrera musical de Goldmark, ja que va quedar atrapat entre les línies militars i va escapar per poc de ser executat com a revolucionari. Els disturbis i el tancament temporal del Conservatori van motivar el seu retorn a Deutschkreutz i a començar a treballar en l'orquestra del teatre de Sopron.
L'any 1851, va ser contractat pel Teatre Josefstadt, i després va treballar al Carlstheater, on va aprofundir els seus coneixements que després utilitzaria en les seues pròpies obres. El primer concert de Goldmark amb les seves pròpies composicions va tenir lloc el 1858. No va ser ben rebut i va motivar el seu trasllat a Budapest, on va reeixir mantenir-se donant classes de piano mentre al seu torn estudiava els textos tradicionals sobre les tècniques de composició i la música de Haydn, Bach, Beethoven i Mozart. L'any 1859 va donar un segon concert i va tornar a Viena, on va establir amistat amb Johannes Brahms.
A partir de llavors, va començar a ser conegut com a aclamat professor de música, crític i compositor. Una jove alumna, Karoline Bettelheim, de la qual fou el primer tutor de piano quan tenia set anys, es va convertir més tard en un cantant de la cort altament considerada i pianista. Va ser ella qui va estrenar el primer trio per a piano de Goldmark, op. 4 a Viena el 1864.

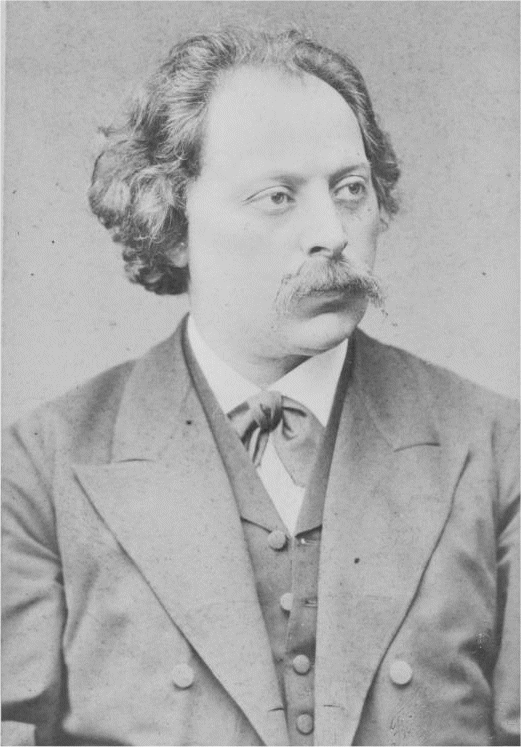
Goldmark a Viena al voltant de 1870

Va ser nomenat membre honorari de la Gesellschaft der Musikfreunde (Societat d'amics de la música) el 1866. Fou un dels membres del grup que va fundar l'associació Akademischer Wagnerverein a Viena el 1872.
Les habilitats musicals, que va adquirir mentre tocava en diversos teatres de Viena, li va permetre dedicar-se seriosament a la composició. El seu Quartet de corda opus 8 el va fer immediatament cèlebre. Les seves primeres composicions, de concepció i llenguatge summament romàntics, comprenen una col·lecció de peces per a piano anomenada Sturm und Drang, un quartet de corda i un quintet en què va utilitzar els orientalismes que després van ser característics del seu estil. Cap a 1860 va estar de nou a Viena i va aconseguir èxit amb el seu Quartet per a Cordes Op. 8. Llavors va començar a establir-se com a crític musical i un fervent promotor de la causa de Wagner.
Però els grans èxits de la seua carrera els va viure amb l'estrena de la seua obertura Sakuntala per a l'Orquestra Filharmònica de Viena el 26 de desembre de 1865, i amb la primera representació de la seua òpera La reina de Saba a l'Òpera de Viena, el 10 de març de 1875. Aquestes dues obres li van reportar un immens èxit i es converteix en un dels músics més estimats i respectats de la societat de Viena, ciutat on va transcórrer la major part de la seva llarga vida. Cal destacar també el Concert per a violí i orquestra en la menor (1877).
En la seva producció operística i en l'orquestració, Goldmark s'orienta cap a Wagner, a qui admirava apassionadament, i també se'l va relacionar amb les tradicions de l'òpera francesa del segle xix. En total va escriure sis òperes, entre les quals hi ha Das Heimchen am Herd (basada en The cricket on the hearth, de Dickens), Götz von Berlichingen (segons Goethe) i Ein Wintermärchen (basada en el Conte d'hivern de Shakespeare).
En la seva producció també s'inclouen una sèrie de peces corals i música de cambra, en la qual hi ha dues suites, una sonata per a violí i piano, una sonata per a violoncel i dos trios amb pianos. La seua música evoca els cants tradicionals hongaresos i la música litúrgica jueva. Va ser un dels primers compositors a buscar el "color" oriental, mentre que els elements hongaresos que es troben en les seves obres només suposen un aspecte accidental. En el seu abundant llegat cambrístic Mendelssohn seria el seu model.
Va fer-se una reputació com a pedagog, havent-se trobat Jean Sibelius entre els seus alumnes. Goldmark va viure una vida llarga i respectada, va posar la guinda amb el títol Doctor honoris causa per la Universitat de Budapest el 1910, i membre honorari de l'Acadèmia de Santa Cecília de Roma des de 1914, aquest últim compartit amb Richard Strauss. Goldmark moria a Viena el 2 de gener de 1915 als 85 anys.

## Obres principals

### Òpera
- La reina de Saba (1875)
- Merlin (1886)
- El grill de la llar (1896) (Das Heimchen am Herd), adaptació de The Cricket on the Hearth de Dickens.
- Der Fremdling (1897) (L'estrany)
- Die Kriegsgefangene (1899) (El presoner de guerra), una història de la Guerra de Troia amb Aquil·les prenent captiu a Briseida com a figura central.
- Götz von Berlichingen (1902), a partir de l'obra de Goethe sobre la figura de Götz von Berlichingen
- Ein Wintermärchen (1908) (Un conte d'hivern), adaptació de The Winter's Tale de Shakespeare.

### Obres simfòniques
- Obertura Sakuntala (1865)
- Simfonia núm. 1 "Boda rústica", op. 26
- Concert per a violí núm. 1, en la menor, op. 28
- Simfonia núm. 2, op.35
- Der gefesselte Prometheus, op. 38 (1889)

### Música de cambra
- Quartet de corda op. 8, en si major (1860)